# Pure Hidden
 (septembre 2009).
Si vous disposez d'ouvrages ou d'articles de référence ou si vous connaissez des sites web de qualité traitant du thème abordé ici, merci de compléter l'article en donnant les références utiles à sa vérifiabilité et en les liant à la section « Notes et références ».
Pure Hidden est un jeu vidéo « casual » de type Objets Cachés (Hidden Objects) pour Windows et Mac, développé et édité par Ouat Entertainment.
Le jeu comporte des scènes d’objets cachés, mais aussi plusieurs types de puzzles et des activités surprises.
Le jeu est sorti le 17 juillet 2009 en exclusivité sur Orange.fr, puis dans le monde entier le 18 juillet 2009.

## Système de jeu
Pure hidden n’est pas un jeu dans lequel il n'y a ni trame scénaristique ni cohérence graphique entre les scènes de jeu. Le jeu s’articule autour d'une plante dont les 66 bourgeons sont des boîtes de crème hydratante, et autant de niveaux. Au fil du jeu, ceux-ci proposent différents types d’activités, ou mini-jeux. Lorsque le joueur finit un niveau, même partiellement, un objet lui permet d’accéder au niveau suivant.
- Jeux d’Objets Cachés : Dans ces jeux, le joueur doit retrouver, dans plusieurs scènes illustrées fixes (ou scènes), une série d’objets disséminés à l’intérieur. Il doit cliquer sur l’objet dans le décor pour que celui-ci soit découvert et lui apporte des points.
- Puzzles : 12 puzzles de natures totalement différentes sont présents dans le jeu. Ils font appel au sens de l’observation (jeu des 7 différences, puzzle classique…) à la logique (faire converger des chemins…) et à la déduction (relier les points…).
- Surprises : 24 « surprises interactives » peuvent être découvertes. Elles s’apparentent davantage à des jouets qu’à de véritables jeux. Il peut s’agir de décorer une salle de bains, faire des pochoirs, ou encore créer sa propre musique…

## Aspect visuel
Pure hidden comporte une multitude de styles visuels différents à travers ses 66 niveaux. Aucun d’eux ne se ressemble, et pour cause : chaque image est l’œuvre originale de l’un des artistes qui a participé à la création du jeu. L’aspect visuel de pure hidden est donc particulier et très varié (pop art, univers réalistes, bande dessinée…). Une fois une scène d’Objets Cachés finie, l’image qui en compose le décor peut être débloquée comme fond d’écran pour le joueur.